# Roșiești
Roșiești je rumunská obec v župě Vaslui. Žije zde přibližně 2 700 obyvatel. Skládá se ze sedmi částí.

## Části obce
- Roșiești – 970 obyvatel
- Codreni – 94 obyvatel
- Gara Roșiești – 341 obyvatel
- Gura Idrici – 385 obyvatel
- Idrici – 318 obyvatel
- Rediu – 130 obyvatel
- Valea lui Darie – 488 obyvatel